# Åls landskommun
Åls landskommun var en kommun i dåvarande Kopparbergs län (nu Dalarnas län).

## Administrativ historik
Åls landskommun bildades 1863 i Åls socken i Dalarna.
År 1971 infördes enhetlig kommuntyp och Åls landskommun ombildades därmed, utan någon territoriell förändring, till Åls kommun som dock tre år senare förenades kommunalt med Leksands kommun.

### Kyrklig tillhörighet
I kyrkligt hänseende tillhörde kommunen Åls församling.

## Kommunvapnet
Blasonering: I blått fält ett hjulkors (konsekreationskors) mellan två veteax av guld och däröver en av en vågskura bildad ginstam av guld belagd med två korslagda blå bergsmansyxor.
Detta vapen fastställdes av Kungl. Maj:t den 17 juni 1948. Idag förs vapnet av Åls församling.

## Geografi
Åls landskommun omfattade den 1 januari 1952 en areal av 142,40 km², varav 136,20 km² land.

### Tätorter i kommunen 1960
I Åls kommun fanns tätorten Insjön, som hade 1 684 invånare den 1 november 1960. Tätortsgraden i kommunen var då 68,8 procent.

## Politik

### Mandatfördelning i valen 1938-1970
| 12 | 4 | 4 | 4 |

| 23 |

| 11 | 8 | 5 |

| 22 |

| 10 | 3 | 5 | 4 | 2 |

| 22 |

| 11 | 2 | 4 | 7 |

| 23 |

| 11 | 4 | 8 | 1 |

| 21 |

| 10 | 5 | 7 | 2 |

| 19 | 5 |

| 11 | 5 | 7 | 1 |

| 21 |

| 9 | 6 | 7 | 2 |

| 22 |

| 10 | 7 | 6 | 1 |

| 22 |